# Недеремерт
Недеремерт (нід. Nederhemert) — село в нідерландській провінції Гелдерланд. Входить до муніципалітету Залтбоммел.
Його площа становить 10,00км², а населення станом на 2021 рік складало 1 765 осіб.
Перша згадка про населений пункт датується 1144-им роком. До 1955 року мало статус окремого муніципалітету.

## Галерея

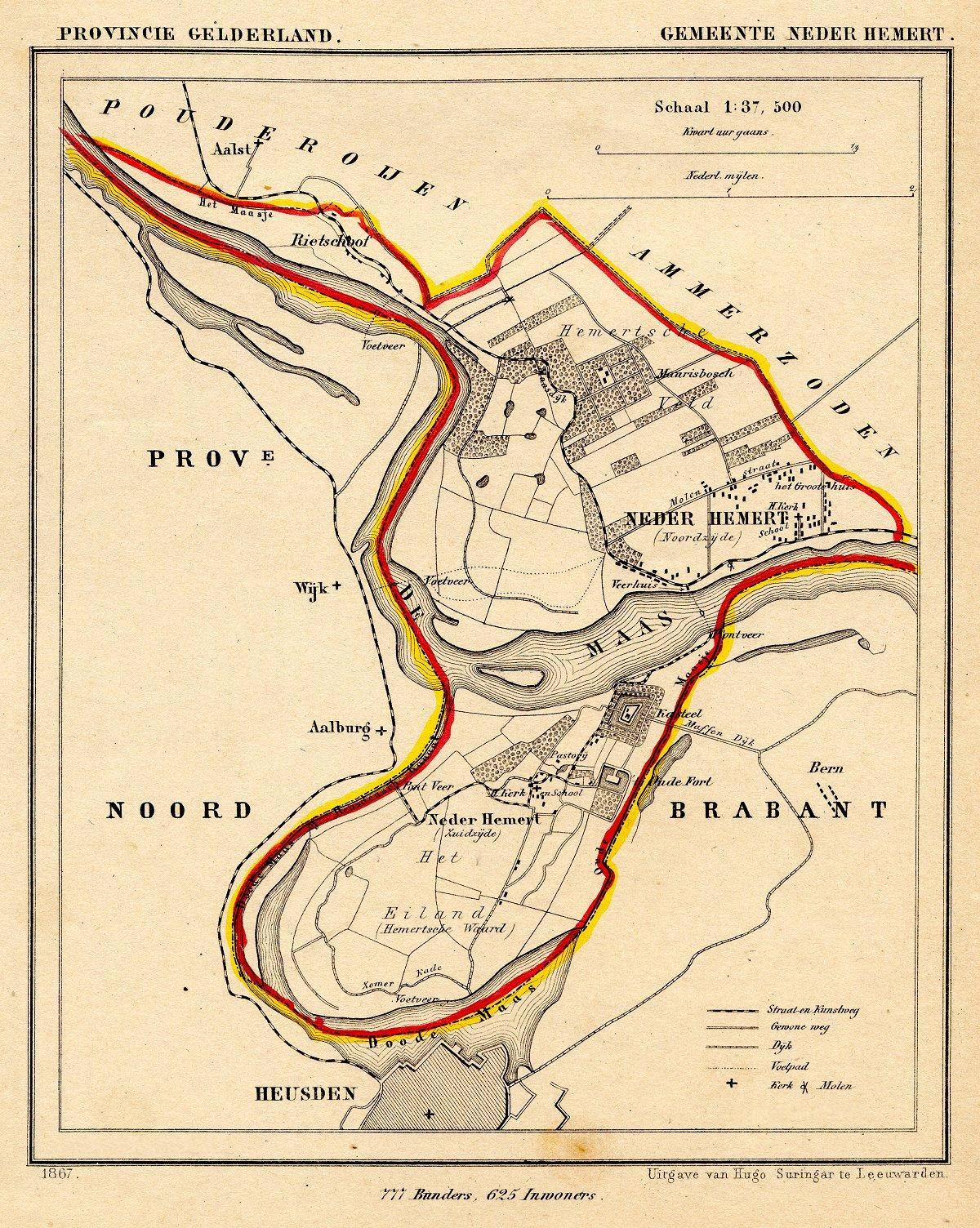
Мапа муніципалітету Недеремерт (1867)
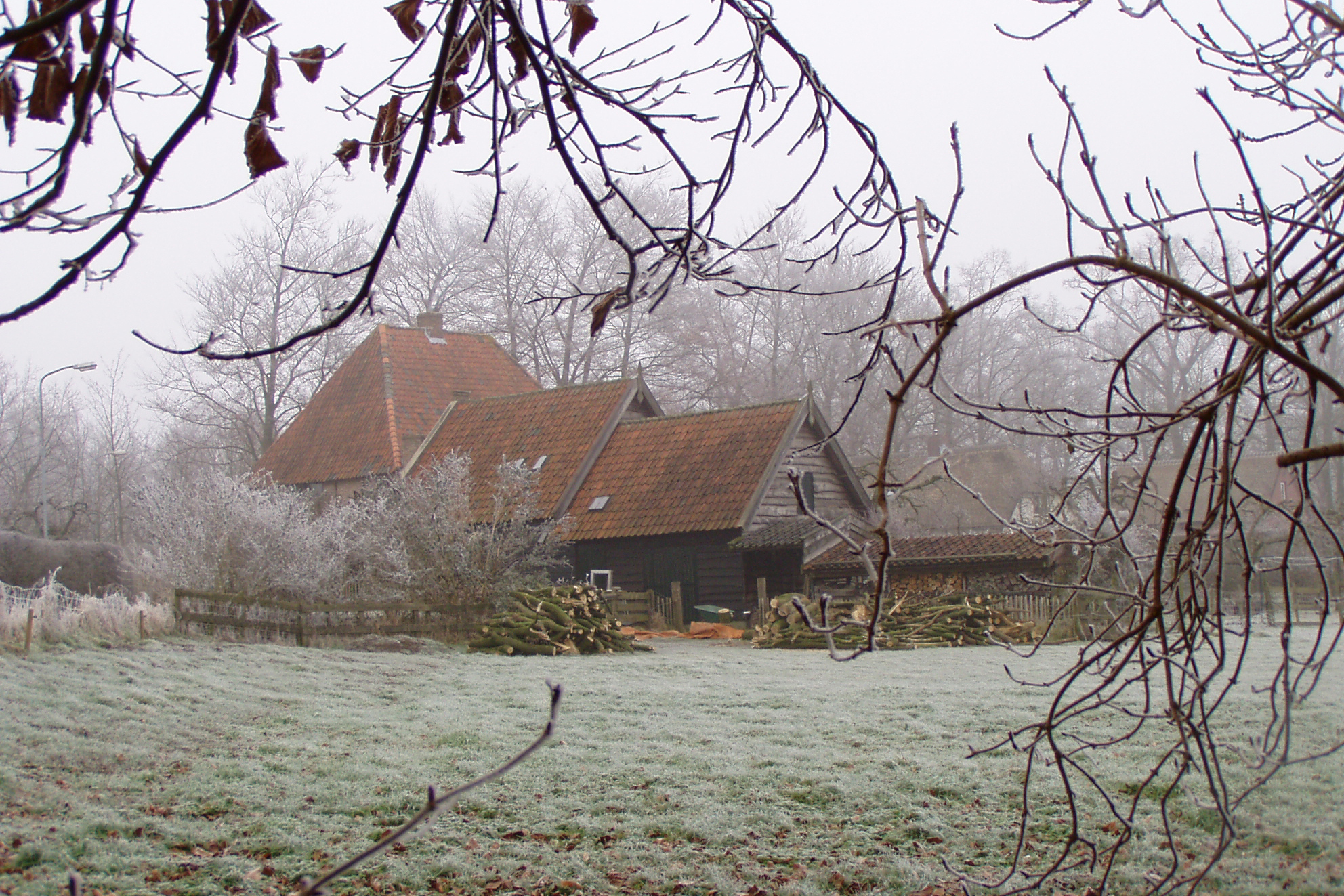
Ферма
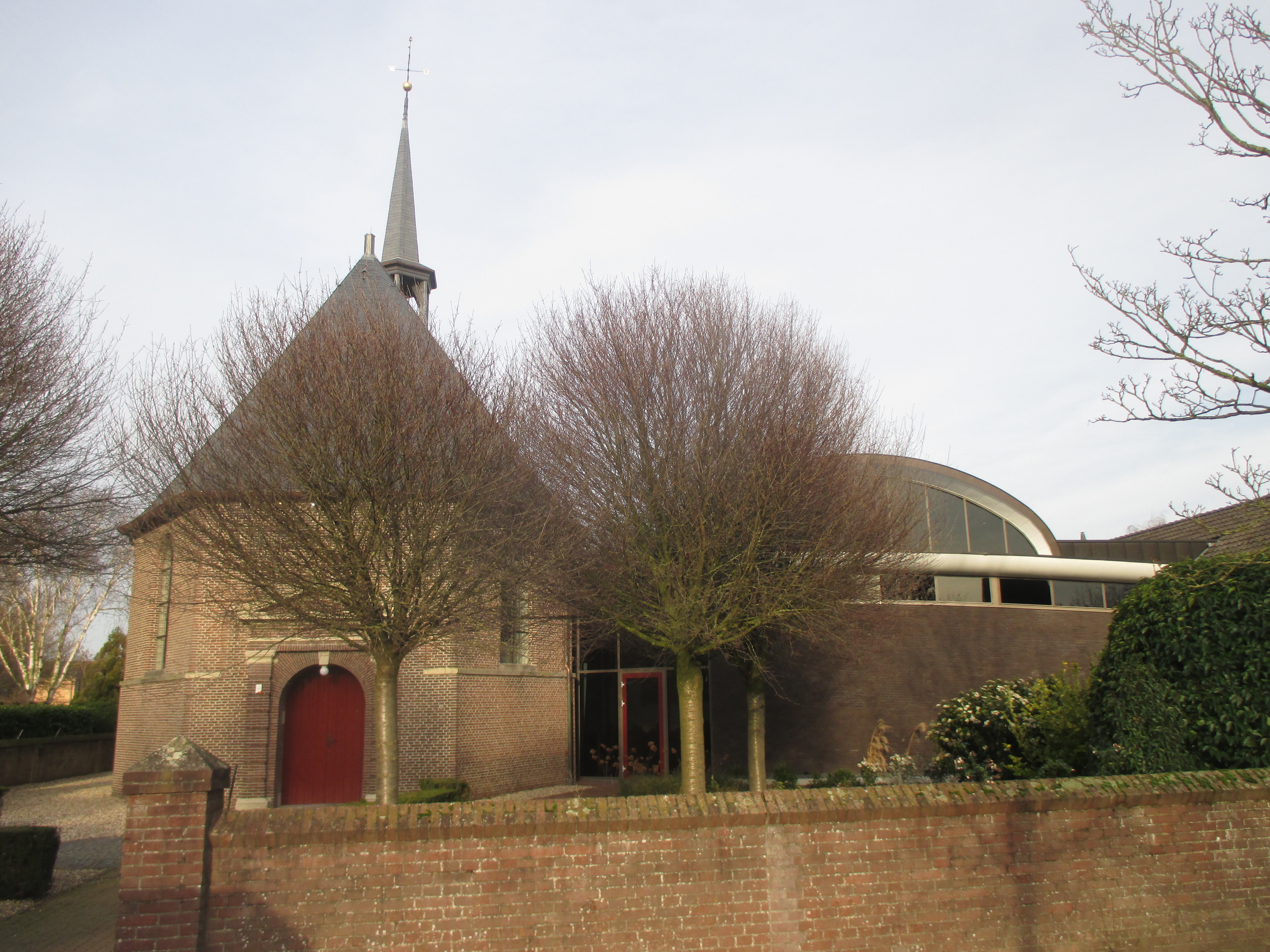
Протестантська церква
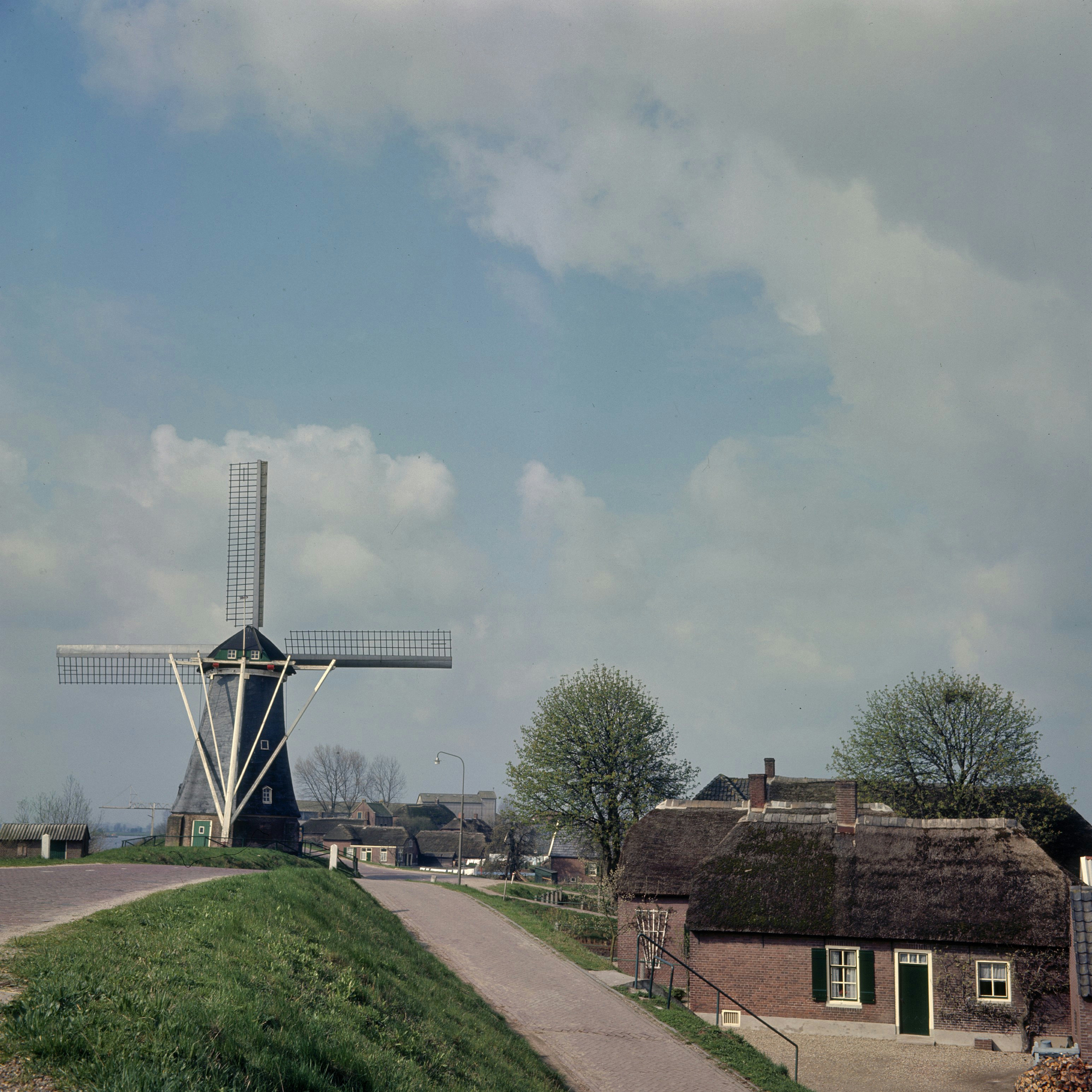
Вітряк